# (235) Carolina
(235) Carolina es un asteroide perteneciente al cinturón de asteroides descubierto el 28 de noviembre de 1883 por Johann Palisa desde el observatorio de Viena, Austria.
Está nombrado por el atolón de Caroline, Kiribati.